# 평양2425
평양 2425은 조선민주주의인민공화국의 열번째 스마트폰으로 특히 성능으로 따지자면 거의 삼성전자의 삼성 갤럭시 S7 수준까지 견줄 수 있는 수준의 스마트폰이다.

## 모델
기본 모델인 평양 2425이 있음을 알 수가 있고 가장 고가에 거래되고 있는 스마트폰임을 알 수가 있다는 것이고 가장 서비스가 그나마 나은 정보를 주고 있음을 알 수가 있다.

## 안드로이드 운영체제

### 안드로이드 8.1 오레오
안드로이드 OS 안드로이드 8.1 오레오를 탑재하여서 출시를 하였음을 알 수가 있고 가장 최신형으로써 출시하였음을 알 수가 있다.

## 자료 봉사 2.0 앱스토어
조선민주주의인민공화국은 나의 길동무 서비스 이전에 자료 봉사 2.0이라는 서비스를 추진을 하였으며 이때 평양 2419 스마트폰과 평양 2418 스마트폰에 서비스가 시작이 되었음을 알 수가 있었다.
역시 마찬가지로 자료 봉사 2.0 앱스토어 서비스는 나의 길동무와 같이 온라인 게임과 특히 전문 도서 및 외국 도서의 취급 및 동구권 영화 및 조선민주주의인민공화국 영화를 취급하고 특히 프로그램 다운로드도 가능하고 있다.
현재 자료 봉사 2.0 앱스토어는 전성 카드로 서비스가 가능하다는 것을 알 수가 있다.
특히 미국 애니메이션 영화도 다운로드를 받아 시청할 수 있는 기반을 가지고 있음을 알 수가 있고 이를 서비스를 하고 있다.

## 나의 길동무 4.3 앱스토어
조선민주주의인민공화국에서는 원래는 봉사 시장이라는 오픈 마켓을 이용하였으나 2017년부터 나의 길동무 4.3 서비스를 시작하여 특히 나의 길동무라는 서비스를 이용하여 외국 도서 및 전문 도서와 특히 조선민주주의인민공화국 및 러시아, 인도 영화도 시청할 수 있는 것으로 확인이 되고 있음을 알 수 있다.
그리하여 150여개의 온라인 게임과 전문 도서 및 외국 도서 1,500여권, 900편이 넘는 조선민주주의인민공화국 및 동구권 영화외 동영상, 669곡의 화면 반주 음악을 구성하고 있음을 알 수 있다.
특히 미국 애니메이션 영화는 물론 러시아 및 동구권 영화도 시청할 수 있음을 알 수가 있어서 그만큼 개방적으로 나아갔다.

## 평양 2425 데이터 서비스
고려링크에서 전문적으로 판매하거나 혹은 강성네트망으로 특히 평양 2425 스마트폰 등 많은 스마트폰에 데이터 서비스를 하여 특히 광명망으로 조선중앙통신사나 혹은 로동신문 등 신문을 보거나 혹은 류경 오락장 사이트에서 온라인 게임을 하거나 만방 동영상 서비스를 이용할 수 있다.
현재 평양 2425 스마트폰으로 조선민주주의인민공화국은 현재 데이터 서비스로 인하여 다운로드 받은 동구권 영화나 혹은 프로 축구 동영상을 서로 블루투스나 혹은 MMS으로 공유 받고 있다.
그리고 현재는 평양 2425는 회피앱을 가지고 조선민주주의인민공화국의 금지 도서나 혹은 금지 동영상을 볼 수 있도록 하였다는 말이 있을 정도로 자주 거래가 되고 있음을 알 수가 있고 특히 조선민주주의인민공화국의 앱이나 혹은 동영상과 함께 회피앱으로 블루투스를 통하여 공유가 되고 있다.
하지만 지금은 스마트폰 우회접속으로 K팝을 들으면 갑자기 전원 꺼져서 결국 다운이 된다는 것을 알수가 있고 이를 중국이 기술 이전을 하였을 가능성을 배제할 수가 없다.
특히 만수대 TV에서 직접 운영하는 사이트인 목란비디오에서 미국 애니메이션과 특히 쿠바, 동구권 영화 및 인도 영화를 동영상 파일을 통하여 스마트폰으로 데이터 서비스로 다운로드 받아서 시청할 수 있도록 조정을 하고 있음을 알 수가 있어서 서비스가 많이 개방이 되어 있다.
현재는 조선민주주의인민공화국은 모바일 FPS 게임이 유명하여 스마트폰으로 다운로드 받아서 게임을 즐기고 있음을 알수가 있다는 것이고 특히 카운터 스트라이크와 같은 게임을 즐기고 있다.
슈퍼마리오 64 게임도 조선민주주의인민공화국에서 복제 개발하여 품질을 좋게 하여 실제로 다운로드를 받고 공개한 사례가 상당하며 그외에 마리오 게임도 다운로드를 받은 사람들이 있다.
또한 소셜 미디어에 올린 북한 스마트폰 사진에는 해상격전과 탱크전, 탑쌓기와 같은 게임을 비롯해 한자 사전, 현대 중국어, 건강관리 앱 등이 설치되어 있으며 더군다나 스포츠 게임이 유명하여 유로파리그 선수나 혹은 국가 대표팀을 직접 선택할 수 있는 권한을 주었으며 특히 그래픽도 상당히 좋다.